# Spheterista cassia
Spheterista cassia là một loài bướm đêm thuộc họ Tortricidae. Nó là loài đặc hữu của Oahu.
Ấu trùng ăn Cassia gaudichaudii.